# Achille Berg (1832-1875)
Pour les articles homonymes, voir Achille Berg et Berg.
Achille Berg (né en 1832 et mort en 1875) est un médecin réunionnais.

Patient lépreux du Dr Achille Berg vers 1870 à la Réunion (source : Famille Berg).

Dr Achille Berg : commentaires et signature.

## Biographie
Il est issu, par sa mère, d’une famille d’officiers établie à La Réunion. Son père, Louis Berg, commandait le stationnaire La Lionne à Nosy Be en 1844. Louis Berg épouse, lors d'une escale à la Réunion, Antoinette Rolland. Né à La Réunion, Achille Berg fit ses études de médecine à Paris où il soutint sa thèse de médecine en 1860. Il fut chirurgien de 2e classe de la Marine impériale de Napoléon III au Sénégal, servit à Cayenne, puis médecin de l’hôpital colonial de Saint-Denis pendant une quinzaine d’années, où il avait remplacé le docteur Sainte-Colombe. Sur le plan médical, il s’intéressa tout particulièrement à la lèpre, très répandue dans la colonie et à son traitement. Il décrivit plusieurs cas d’amélioration et de guérison, sans toutefois donner la composition des préparations qu’il utilisait : « Régime lacté, bains généraux, 30 grammes d’oignons crus. Pilules végétales selon la formule no 2. Application du topique végétal », ou bien à la place sur topique végétal « 1re application du caustique », ou encore « frictions avec le liniment aromatique ». Il a également administré ledit caustique par voie orale. « J’ai donc ordonné l’usage du topique caustique à l’intérieur, à la dose de 2 gouttes dans une émulsion gommeuse de 60 grammes, et j’ai abandonné l’usage des pilules. Le caustique a été porté à 5 gouttes par jour. » Il publia ses résultats.
Zoologue et botaniste, il a laissé son nom à une orchidée, Disa uniflora bergius, sans doute découverte lors d'une escale au Cap. Il a également découvert de nouveaux insectes dont Aleyrodes bergii. Atteint, selon les termes médicaux de l’époque, d’« hépatisme chronique ; d’anémie profonde avec paralysie paludéenne atrophique des extenseurs de la main », il rentra en France métropolitaine pour sa convalescence, mais mourut à bord à l’âge de 44 ans. Son corps fut jeté en Mer Rouge dans la nuit du 18 au 19 décembre 1875. Auteur prolifique et éclectique, il écrivit plusieurs articles scientifiques dans les domaines de la médecine, de la géologie, de l’entomologie et de la flore,
Il est nommé chevalier de la Légion d'honneur,.
Son jeune frère Évariste Berg (1836-1864), sous-lieutenant au premier régiment de Zouaves, fut un des légionnaires rescapés de la bataille de Camerone à laquelle il participa en tant que caporal. Évariste Berg décéda à Orizaba (Mexique), le 13 juillet 1864, à l’âge de 30 ans, d'une cause indéterminée, peu après avoir été réintégré dans le corps des sous-officiers, en tant que sergent. Sa mort serait due soit à la fièvre jaune, soit à une blessure reçue au cours d'un duel, ou encore à une blessure reçue lors du siège de Puebla. Il aurait expiré dans les bras de son oncle maternel, le futur général de division Emile Rolland (Saint-Benoît 1820 – 1892).
Sa mère, l'institutrice Marie-Antoinette Berg née Rolland, après avoir perdu successivement en 1864 son fils cadet Évariste, puis  en 1875 son fils aîné Achille parti en 1874 en France métropolitaine pour raisons de santé. Elle ouvrit alors un pensionnat de jeunes filles ce qui lui valut d'être décorée de la croix d'officier d'académie[réf. souhaitée]. Elle décéda à l'âge de 87 ans.